# Frozen Bubble
El Frozen Bubble és un joc d'ordinador de l'estil de Puzzle Bobble que destaca per ser programari lliure i estar disponible per diversos sistemes operatius, entre els quals Linux, Mac OS X, Windows. A més, també hi ha disponible un applet Java que permet jugar-hi des d'Internet sense baixar-vos ni instal·lar-vos res.
La versió original del Frozen Bubble va ser escrita en Perl per Guillaume Cottenceau, i funciona amb la llibreria Simple DirectMedia Layer (SDL). El joc inclou 100 nivells de dificultat i un editor de nivells. Els grups de boles del mateix color desapareixen i el joc consisteix a netejar completament la pantalla abans que es toqui la part superior del terreny de joc amb alguna bola. El terreny de joc es redueix a mesura que passa el temps i es torna a ampliar quan s'aconsegueix finalitzar el nivell (fent desaparèixer totes les boles).
La versió 2.0 es caracteritza per permetre multijugadors, jugar per la xarxa local, o per Internet. De moment, aquesta versió només està disponible per a GNU/Linux.
El joc es troba sotmès a la llicència GNU General Public License.

## Característiques
- Mode un jugador, consistent en anar superant nivells.
- Mode dos jugadors al mateix ordinador.
- So Estéreo.
- Editor de nivells.
- 100 nivells a superar, inclou també un editor de nivells.

## Desenvolupadors
- Guillaume Cottenceau: disseny i programació.
- Alexis Younes: gràfics i disseny de la pàgina web.
- Matthias Le Bidan (Matths): so i música.
- Kim and David Joham: editor de nivells.
- Amaury Amblard-Ladurantie: programador de la pàgina web.